# Біла Річка (річка)
Біла Річка — річка у Верховинському районі Івано-Франківської області, права притока Річки (басейн Дунаю).

## Опис
Довжина річки 10 км, похил річки — 63 м/км. Формується з багатьох безіменних струмків. Площа басейну 24,0 км².

## Розташування
Бере початок на північній стороні від гори Скупова. Тече переважно на північний схід і в селі Красноїлля впадає в Річку, праву притоку Чорного Черемошу.

## Джерело
1. «Каталог річок України». — К. : Видавництво АН УРСР, 1957. — С. 26. — (№ 273).
2. * Словник гідронімів України — К.: Наукова думка, 1979. — С. 53